# Kanthal
Kanthal és el nom comercial d'una família d'aliatges de ferro-crom-alumini (FeCrAl) que tenen molt bones propietats de resistència a alta temperatura. El Kanthal està constituït majoritàriament per ferro, 20-30% de crom, 4-7,5% d'alumini i petites quantitats d'altres elements (carboni, silici i manganès). Fou desenvolupat per Hans von Kantzow en Hallstahammar, Suècia. El seu nom es deriva de Kantzow i Hallstahammar. Aquests aliatges són coneguts per la seva capacitat per suportar altes temperatures i té una resistència elèctrica intermèdia. Com a tal, s'utilitza amb freqüència en els elements de calefacció.